# Nghĩa trang Hàng Dương

Mộ Nguyễn An Ninh tại Khu A

Mộ Võ Thị Sáu tại Khu B

Nghĩa trang Hàng Dương là nghĩa trang lớn nhất tại Côn Đảo. Đây là nơi chôn cất hàng vạn chiến sĩ cách mạng và người yêu nước Việt Nam qua nhiều thế hệ bị tù đày, kéo dài từ năm 1862 đến năm 1975, trong nhà tù Côn Đảo của chính quyền thuộc địa Pháp, và sau này là chính quyền Việt Nam Cộng hòa.
Nghĩa trang Hàng Dương được Bộ Lao động Thương binh và Xã hội giao cho UBND tỉnh Bà Rịa – Vũng Tàu làm chủ đầu tư và giao cho Viện Kỹ thuật Công binh khởi công xây dựng và tôn tạo vào ngày 19 tháng 12 năm 1992. Sau đó Tổng công ty Xây dựng Trường Sơn tiếp tục thi công trên diện tích khoảng 20 ha, và được chia làm 4 khu:
- Khu A: Gồm 688 ngôi mộ (có 7 mộ tập thể) trong đó 91 mộ có tên và 597 mộ khuyết danh. Đa số các phần mộ từ năm 1945 trở về trước. Nơi đây có mộ của liệt sĩ cách mạng Lê Hồng Phong và nhà yêu nước Nguyễn An Ninh.
- Khu B: Gồm 695 ngôi mộ (có 17 mộ tập thể) trong đó 276 mộ có tên và 419 mộ khuyết danh. Đa số các phần mộ từ năm 1945 đến 1960. Nơi đây có mộ của nữ anh hùng Võ Thị Sáu và anh hùng Cao Văn Ngọc.
- Khu C: Gồm 373 ngôi mộ (có 1 mộ tập thể) trong đó 332 mộ có tên và 41 mộ khuyết danh. Đa số các phần mộ từ năm 1960 đến 1975. Nơi đây có mộ của anh hùng Lê Văn Việt.
- Khu D: Gồm 157 ngôi mộ, trong đó 14 mộ có tên và 144 mộ khuyết danh. Đặc biệt mộ khu D được quy tập các mộ từ các nghĩa trang Hòn Cau và Hàng Keo về.